# سمير براهيمي
سمير براهيمي هو ملاكم جزائري ولد في 17ماي، 1986.

## انجزاته
تميزت حياته في الملاكمة في المقام الأول من قبل الهواة بنيله الميدالية البرونزية في بطولة أفريقيا في عام 2009 و في ياوندي حاز الميدالية الفضية وفي الألعاب الإفريقية في مابوتو في عام 2011 في فئة وزن الذبابة

## روابط خارجية
- سمير براهيمي على موقع أوليمبيديا (الإنجليزية)